# Jessika Roswall
Jessika Roswall, da nubile Vilhelmsson (Uppsala, 18 dicembre 1972), è un avvocato e politica svedese, Commissaria europea per l'ambiente, la resilienza idrica e un'economia circolare e competitiva nella Commissione von der Leyen II dal 1° dicembre 2024 ed in precedenza ministra dell'UE e della cooperazione nordica nel governo Kristersson dal 2022 al 2024. Dal 2010, Roswall è membro del Riksdag e appartiene al Partito Moderato.

## Biografia
Roswall è la figlia dell'avvocato Anders Roswall; sua madre è un'insegnante. Si è diplomata al liceo nel 1991 e ha studiato storia all'Università di Stoccolma nel 1995-1997. Si è trasferita a Uppsala per studiare legge all'Università di Uppsala e si è laureata in giurisprudenza (LLM) nel 2002.
Jessika Roswall esercita la professione di avvocata, specializzata in diritto penale e familiare.

## Carriera politica
Jessika Roswall è stata consigliera comunale di Enköping, entrando poi nella politica nazionale con il Partito Moderato nel 2010, vincendo nelle elezioni legislative un seggio al Riksdag per la Contea di Uppsala.
Come membro del parlamento di recente nomina, è diventata membro del comitato fiscale. Dal 2011, è membro del comitato per gli affari civili, dove lavora, tra le altre cose, su questioni di politica dei consumatori. Dal 2015, è anche membro del consiglio per la trasparenza dell'Agenzia svedese per i consumatori. È diventata portavoce del suo partito per le relazioni con l'UE nel 2019. 
Dal 18 ottobre 2022, Roswall è stata nominata ministra dell'UE e della cooperazione nordica nel governo Kristersson, mentre nel 2024 il Governo svedese propone Roswall come candidata Commissaria europea nella Commissione von der Leyen II.